# Ariana Jollee
Ariana Jollee és una actriu porno i directora de pel·lícules nascuda als Estats Units.

## Carrera
Jolle va ingressar a la indústria del porno en el 2003 després de promocionar-se a la seva pròpia pàgina web «feta a casa». Va ser reclutada en una primera instància per un gerent d'Anabolic Video. Les seves primeres pel·lícules amb aquesta companyia van ser Nasty Girls 35 i Spring Chickens 4.
En el 2004 va viatjar a Praga per participar en la sèrie 50 Guy Creampie i aquest mateix any va signar contractes amb Anarchy Films i Python Pictures per dirigir pel·lícules. La seva primera pel·lícula sota aquest contracte va ser The Narcassist. Jollee també va dirigir la sèrie Young Bung per Mayhem. Suposadament només anava a actuar en la pel·lícula, però va reemplaçar a Lauren Phoenix com a directora quan aquesta va deixar la producció per diferències creatives.

## Premis
- 2005 AVN Millor escena sexual en grup - Per Orgy World #7[7]
- 2005 XRCO Superslut de l'any[8]
- 2006 XRCO Superslut de l'any[9]

## Dades personals
Jollee és la filla del locutor de radio novaiorquès Gil David, i és la més jove de dues germanes. És d'ascendència italiana i judeorussa.